# Xanthorhoe alexandraria
Xanthorhoe alexandraria là một loài bướm đêm trong họ Geometridae.